# Elmindreda Fershaw
Elmindreda Fershaw is een hoofdpersonage uit de fantasy-boekencyclus Het Rad des Tijds, geschreven door Robert Jordan. Ze haat echter de naam Elmindreda, ze wordt liever met de naam 'Min' aangesproken.
Het is een meisje uit Baerlon met een unieke gave. Ze kan namelijk beelden van een persoon zien die met de toekomst te maken hebben. Niet iedereen heeft beelden, maar Zwaardhanden en Aes Sedai altijd. Ze weet echter meestal niet wat deze aura's betekenen.

## Samenvatting van Mins avonturen
Het Oog van de Wereld: Min ontmoet in haar geboorteplaats Baerlon Moiraine en haar medereizigers op weg naar Caemlin. Moiraine vraagt haar de aura's van haar medereizigers te lezen.
De Grote Jacht: Min wordt door de Aes Sedai meegenomen naar Tar Valon, naar eigen zeggen in een zak gestoken en ontvoerd. In Tar Valon wordt ze vrienden met Egwene, Elayne, Nynaeve en Elaynes broer Gawein. Ze wordt samen met Egwene, Elayne en Nynaeve door Liandrin Sedai door de Saidinwegen naar Falme gebracht. Daar worden zij en Egwene gevangengenomen door de Seanchanen. Ze wordt bevrijd door Elayne en Nynaeve.
De Herrezen Draak: Nadat Rhand in zijn eentje is vertrokken naar Tyr, wordt Min door Moiraine naar Tar Valon gestuurd om de Amyrlin Zetel op de hoogte te brengen. Liandrin maakt zich bekend als lid van de Zwarte Ajah en steelt samen met 12 andere leden een aantal Ter'angrealen waarna ze moordend wegvluchten uit Tar Valon.
De Komst van de Schaduw: Voor de Amyrlin Zetel Siuan Sanche lijkt het beter dat Min zich vermomt in haar oude naam Elmindreda. Een dame die twee mannen achter zich heeft en niet weet wie zij moet kiezen. Siuan Sanche wordt afgezet als Amyrlin en gesust. Min helpt hen met te ontsnappen uit Tar Valon